# Тобол (стадион, Тобольск)
«Тобо́л» — мультиспортивный стадион в городе Тобольске, Россия. Домашний стадион футбольного клуба «Тобол».

## История
Стадион был построен в начале 1980-х годов при поддержке градообразующего предприятия города — ТНХК и взял имя своих строителей — «Нефтехимик». Предназначался для спартакиад работников и ветеранов предприятия, а также для проведения праздников. На тот момент стадион имел две деревянные трибуны вместимостью до 2000 человек, натуральный газон, беговые дорожки, дополнительное маленькое поле, лыжную базу. Когда главный городской стадион «Строитель» из-за ветхости трибун более не мог принимать матчи второй лиги чемпионата России, на «Нефтехимик» переехал футбольный клуб «Иртыш». Стадион претерпел дополнительную реконструкцию: появились турникеты, ограждения, достроена Западная трибуна, появились мачты освещения. Стадион просуществовал в таком виде до 2005 года, став домом для всех городских футбольных команд.

### Реконструкция
В 2005 году главная городская команда «Тобол» провела последний матч на старом стадионе — против «Нефтяника» из Салавата (1:0). После этого арена была закрыта на реконструкцию, а футболистам пришлось ютиться на импровизированном стадионе «МЖК» и разбитом стадионе «Строитель».
«Нефтехимик» сравняли с землёй, отрыли котловину для нового газона. Началось строительство нового административного здания. За 2006—2007 год была установлена система подогрева, уложен грунт и ковёр искусственного газона, современное покрытие беговых дорожек, установлены секции для легкоатлетических дисциплин. Весной 2007 года сооружение административного здания было закончено, а поверх него установлен каркас будущей Восточной трибуны. В июле 2007 года ещё не достроенный стадион принял первый официальный матч — «Тобол» в рамках Кубка Урала и Западной Сибири принял кыштымский «Металлург» (1:1). С этого времени «Тобол» с нового стадиона не переезжал, даже несмотря на интенсивное строительство, так как стадионов «Спартак» и «Строитель» к тому времени уже не существовало. В том же году было принято решение отступить от начального проекта и строить не монолитную арену на 6000 мест, а менее вместительную и из рифлёного железа. Зимой 2008 года на каркас Восточной трибуны начали приваривать железные листы. К лету 2008 года трибуна была полностью готова, установлены пластиковые кресла на 2822 места. Также установили новое информационное теле-табло с диаметром экрана 10 метров и заменили освещение.
Помимо главного ядра стадиона реконструировалась и лыжероллерная трасса в прилегающем к стадиону лесном массиве, а также тренировочное поле.
Летом 2009 года появилась новая Западная трибуна на 380 мест, выполненная из рифлёного железа, а также полностью закрытая козырьком. В этом же году стадион был торжественно открыт под новым именем — «Тобол».
В 2010 году стало известно, что Тобольск примет финал Всероссийских соревнований на приз клуба «Кожаный мяч». Для этого срочно было достроено запасное поле: уложен искусственный газон, установлены защитное ограждение и трибуна на 100 мест. По плану реконструкции достроены площадка для стритбола и теннисный корт.
В 2011 году на территории стадиона началось возведение нового здания ДЮСШ № 2. В январе 2012 года «манеж» был торжественно открыт. Он представляет собой спортивный зал для проведения командных первенств в закрытых помещениях, с трибуной на 230 мест и балконами, способными принять ещё около 300 зрителей, гостиницей для спортсменов, раздевалками с душевыми и реабилитационным кабинетом.

## Характеристики стадиона

### Главное ядро
- Вместимость трибун — 3202 зрителя
- Размеры поля — 102х66 метров[3]
- Газон — искусственный, 4-го поколения
- Освещение — 1200 люкс[4]
- Легкоатлетический сектор — 8 дорожек (покрытие «Эластур»), сектор для толкания ядра, прыжков в длину и в высоту
- Безопасность — турникеты, обслуживание матчей полицией, 16 видеокамер наблюдения

### Лыжероллерная трасса
- Длина асфальтового покрытия — 1000 м
- Длина лыжной трассы — 5 км
- Перепад высот — от 90 до 138 м (в зависимости от участка)

## Фотогалерея
- Центральный вход на стадион
- Панорама стадиона
- Западная трибуна
- Восточная трибуна
- Одна из мачт освещения
- Тренировочное (запасное) поле
- Западная трибуна во время матча (июнь 2015 года)
- Восточная трибуна во время матча (август 2015 года)

## Адрес
626150, Россия, Тюменская обл., г. Тобольск, переулок Рощинский, д. 69